# سیارک ۲۴۶۸۰
سیارک ۲۴۶۸۰ (به انگلیسی: 24680 Alleven، نامگذاری:1989YE4) ، بیست و چهار هزار و ششصد و هشتادمین سیارک کشف شده‌است که در ۳۰ دسامبر ۱۹۸۹ کشف شد.
قدر مطلق سیارک برابر ۱۲.۳ است.